# Maxima (supermarché)
Pour les articles homonymes, voir Maxima.
Maxima est une enseigne lituanienne de supermarchés et d'hypermarchés, implantée dans les pays baltes, en Pologne et en Bulgarie. Le groupe possédait 467 magasins en 2012. Il est le principal employeur des pays baltes, avec environ 26 000 employés.

## Histoire
En novembre 2017, "Maxima" annonce l'acquisition de l'entreprise polonaise "Emperia", qui détient la marque "Stokrotka", pour 338 millions de dollars.

## Formats de magasin
Les magasins Maxima se déclinent sous plusieurs noms et tailles : "Maxima X", "Maxima XX", "Maxima XXX", "Hyper Maxima", "Maxima B", "Ermitažas", "T-Market", et "Barbora". Chaque type de magasin est mis en place selon un standard défini, afin que les clients puissent s'orienter facilement et trouver l'article nécessaire. Dans les centres commerciaux "Maxima" avec deux et trois "X", une partie de l'espace commercial est louée à des magasins spécialisés, afin que les clients puissent avoir accès à des services et des biens supplémentaires.
Maxima X est un magasin commun. Tant en ville qu'à la campagne, les acheteurs qui passent par ces magasins y trouvent des produits disposés de la même manière. En Bulgarie, les magasins du même concept sont exploités sous la marque "T-Market".
Les magasins Maxima XX sont construits en banlieue de grandes villes, où vivent entre 12 000 et 30 000 habitants environ. Les magasins de cette taille sont destinés à ceux qui souhaitent faire leurs achats rapidement, et qui ont besoin d'une large gamme de produits.
Les magasins Maxima XXX offrent le plus large assortiment de produits. Les acheteurs se voient proposer jusqu'à 50000 produits alimentaires et produits manufacturés différents. Le magasin comprend une boulangerie, des installations de pâtisserie et des équipements de cuisine, afin que les clients puissent acheter des produits frais, préparés directement au magasin.
Le magasin Maxima XXXX est seul au monde de sa catégorie et se trouve à Vilnius. C'est le plus grand "Maxima" du monde.
Ermitažas est une chaîne de magasins de bricolage et de matériaux de construction en Lituanie. En 2017, il y avait six magasins Ermitažas : à Vilnius, Kaunas, Klaipėda, Šiauliai, Jonava, et plus récemment à Ukmergė. Le chiffre d'affaires d'Ermitažas en 2011 était de 176,5 millions LTL.
Barbora est une plate-forme Internet, permettant de commander de la nourriture et d'autres produits en ligne.

## Implantations

### Statistiques
|                                             | Bulgarie   | Estonie    | Lettonie   | Lituanie   | Pologne  | Total      |
| ------------------------------------------- | ---------- | ---------- | ---------- | ---------- | -------- | ---------- |
| Nombre total de magasins (2019)             | 73         | 81         | 162        | 245        | 570      | 1135       |
| Nombre d'employés (2019)                    | 1 542      | 3 946      | 7 427      | 14 658     | 9 642    | 37 215     |
| Clients par jour                            | 124 000    | 105 000    | 277 000    | 604 000    | 290 000  | 1 400 000  |
| Chiffre d'affaires en EUR (sans TVA) (2019) | 0,133 bil. | 0,482 bil. | 0,776 bil. | 1.638 bil. | 0,5 bil. | 3.451 bil. |